# Luís Mir
Luís Mir (Espanha, 1958), é um pesquisador médico, historiador e escritor brasileiro. Foi para o Brasil com alguns meses de idade. É autor de obras consideradas referência da história brasileira contemporânea. Em 2005 recebeu o Prêmio Jabuti - 1º lugar - em Ciências da Saúde. O autor conseguiu os documentos que falavam dos últimos dias de Tancredo Neves, sobre a sucessão de equívocos médicos. O livro foi transformado em filme por Sérgio Rezende.

## Obra
- A Revolução Impossível (1994)
- Guerra Civil - Estado e Trauma (2004)
- Genômica (2005)
- O Partido de Deus - Fé, Poder e Política (2005)
- O Paciente - O Caso Tancredo Neves (2010)[2]
- O Diretor - FMUSP - Educação Médica Brasiliera (2023)
- Brasil Apartheid - Genética de Populações  (2024)